# Приморський район (Архангельська область)
Примо́рський муніципа́льний район — адміністративна одиниця Росії, Архангельська область. До складу району входять 19 сільських поселень.
| Росія | Це незавершена стаття з географії Росії. Ви можете допомогти проєкту, виправивши або дописавши її. |